# Traian Șincai
Traian Șincai (n. 1871, Valea Vinului, comitatul Maramureș, Regatul Ungariei – d. 1939, Valea Vinului, județul Maramureș, Regatul României) a fost un deputat în Marea Adunare Națională de la Alba Iulia, organismul legislativ reprezentativ al „tuturor românilor din Transilvania, Banat și Țara Ungurească”, cel care a adoptat hotărârea privind Unirea Transilvaniei cu România România, la 1 decembrie 1918.

## Activitatea politică
Ca deputat în Adunarea Națională din 1 decembrie 1918, Traian Șincai a fost delegat al cercului electoral Cocota (Orțișoara). Studiile le-a făcut în  Drept, la Facultatea de Drept a Universității din București  fiind mai apoi, avocat la Vinga. După 1918 a funcționat ca notar public la Arad, decedând în același oraș, la 21 aprilie 1939.